# Trey Radel

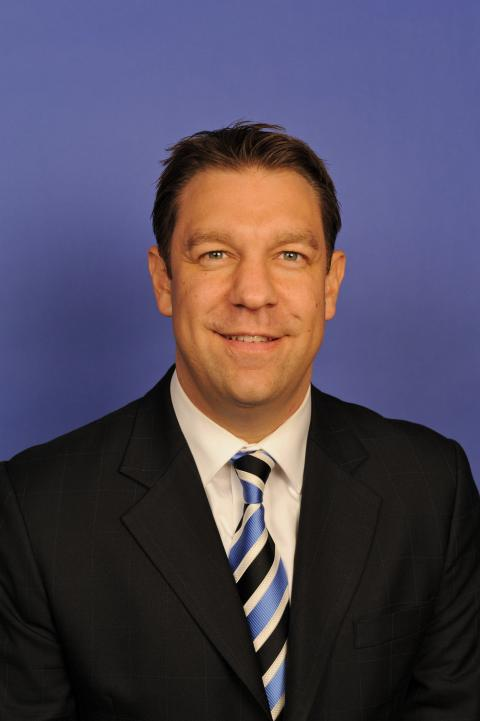
Trey Radel (2013)

Henry Jude „Trey“ Radel III (* 20. April 1976 in Cincinnati, Ohio) ist ein US-amerikanischer Journalist und Politiker. In den Jahren 2013 und 2014 vertrat er den Bundesstaat Florida im US-Repräsentantenhaus.

## Werdegang
Trey Radel studierte bis 1999 an der Loyola University in Chicago Kommunikationswissenschaft und Italienisch. Er erhielt eine Schauspieler- und Komödiantenausbildung. Danach arbeitete er als Journalist. Er war sowohl als Fernsehmoderator als auch als Reporter tätig. Dabei war er unter anderem für CNN und CBS in verschiedenen Städten der Vereinigten Staaten im Einsatz. Er moderierte sowohl im Fernsehen als auch im Radio Talkshows. Außerdem stieg er in das Zeitungsgeschäft ein. Dann gründete er die konservativ ausgerichtete Medienfirma Trey Communications LLC. Zusammen mit seiner Frau rief er auch die Non-Profit-Organisation U.S. Forces Fund ins Leben, die im Ausland verletzten amerikanischen Soldaten bei der Heimkehr hilft. Politisch schloss er sich der Republikanischen Partei an.
Bei den Kongresswahlen des Jahres 2012 wurde Radel mit 63 % der Wählerstimmen gegen den Demokraten Jim Roach im 19. Wahlbezirk von Florida in das US-Repräsentantenhaus in Washington, D.C. gewählt, wo er am 3. Januar 2013 die Nachfolge von Ted Deutch antrat, der in den 21. Distrikt wechselte. Nachdem er wegen Drogenbesitzes mit dem Gesetz in Konflikt geraten war, wurde er von seiner Partei zum Mandatsverzicht gedrängt. Seit November 2013 nahm er an keiner Kongressabstimmung mehr teil. Am 27. Januar 2014 legte er sein Mandat im Kongress nieder. Im Juni wurde Curt Clawson zu seinem Nachfolger gewählt.